# Racinette
La racinette al Quebec o root beer en anglès («cervesa d'arrel») és una beguda gasosa nord-americana ensucrada amb aromes de sassafràs i arítjol, i altres extractes de plantes.
La primera versió comercial d'aquesta soda s'atribueix al farmacèutic Charles Elmer Hires (1851-1937) l'any 1876, un quaker militant abstemi a Filadèlfia. La prohibició americana de 1919 a 1933 va contribuir a l'èxit d'aquest gènere de beguda succedani de beguda alcohòlica.
La racinette era originalement a base d'arrel de sassafràs, però la Food and Drugs Administration (FDA), arran de la descoberta de la possible cancerogenicitat del safrol, va prohibir l'ús d'aquest ingredient l'any 1960. El comitè científic de la Direcció general de la salut i dels consumidors de la Comissió europea ha conclòs a la genotoxicitat i a la cancerogenicitat del safrol l'any 2011. A conseqüència de la prohibició de 1960, els fabricants han creat mescles d'aromes per a apropar-se de la sabor del sassafràs.
Les aromes correntment utilitzades en la fabricació d'aquesta soda són: l'arítjol i el Smilax glyciphylla (Sweet Sarsaparilla), la Gaultheria procumbens (Wintergreen), l'Aralia nudicaulis, la Picea rubens, la Picea mariana, la Pícea de Sitka, la moscada, el clavell d'espècia, el catxú, l'anís verd, l'Arctium, l'escorça de cirerer negre, l'escorça de bedoll, la regalèssia, la vainilla, la melassa, la canyella i la mel. Nombroses altres aromes es poden usar igualment. La sabor de la root beer sovint es judica com a farmacèutica, principalment en raó de les aromes de pícea. La tinguda de la molsa de vegades s'obté per afegiment de tensioactius, sovint extracte de fusta de Quillaja saponaria (Quillaia Extract) i de goma aràbiga, de vegades de mandioca. La color la donen el caramel i la melassa.
L'efervescència és produïda per afegiment artificial de diòxid de carboni, o naturalment per fermentació alcohòlica del sucre afegit (com per a les cerveses); en aquest darrer cas pot contenir fins a 2,5 % d'alcohol per volum. La beguda és edulcorada per diversos ingredients: xarop de blat de moro, sacarosa, melasses, o altres, aspartam, etc.
Encara que és una beguda de tipus cola, la racinette conté rarament o molt poca cafeïna.
Es ven sobretot als Estats Units, a Mèxic i al Canadà. Al Quebec, la racinette s'anomena cervesa de racinette quan és alcoholitzada. La major part de les racinettes comercialitzades tanmateix no són alcohòliques.

## Marques
- A&W
- Mug Root Beer
- Barq's
- IBC Root Beer
- Stewart's Fountain Classics
- Kiri (marca quebequesa desapareguda l'any 2011)

Existeixen moltes variants regionals i fabricacions artesanals.